# Marilyn vos Savant
Marilyn Mach vos Savant (11 augustus 1946) is een Amerikaans auteur die bekend werd als vrouw met het hoogste IQ ooit gemeten in het Guinness Book of Records. Dit bleek niet waar te zijn; er werd geclaimd dat ze, toen ze 10 was, de maximale score op een IQ test bedoeld voor 23-jaar oude mensen behaald had, waarmee een IQ van 228 correspondeerde. Achteraf bleek dat deze IQ-toets niet voor 23-jaar oude mensen maar voor mensen tot 15-jaar oud bedoeld was en ze eigenlijk een IQ van 186 had. Kort hierna verdween ze ook weer uit de Guinness Book of Records onder de verklaring dat het onmogelijk is dit record te rectificeren vanwege de onmogelijkheid om het IQ perfect te meten.

## Publicaties
- 1985 – Omni I.Q. Quiz Contest
- 1990 – Brain Building: Exercising Yourself Smarter (met Leonore Fleischer)
- 1992 – Ask Marilyn: Answers to America's Most Frequently Asked Questions
- 1993 – The World's Most Famous Math Problem: The Proof of Fermat's Last Theorem and Other Mathematical Mysteries
- 1994 – More Marilyn: Some Like It Bright!
- 1994 – "I've Forgotten Everything I Learned in School!": A Refresher Course to Help You Reclaim Your Education
- 1996 – Of Course I'm for Monogamy: I'm Also for Everlasting Peace and an End to Taxes
- 1996 – The Power of Logical Thinking: Easy Lessons in the Art of Reasoning…and Hard Facts about Its Absence in Our Lives
- 2000 – The Art of Spelling: The Madness and the Method
- 2002 – Growing Up: A Classic American Childhood

- Bibsys: 90944964
- Biblioteca Nacional de España: XX916871
- Catàleg d'autoritats de noms i títols de Catalunya: 981058520119206706
- CiNii: DA10255904
- Gemeinsame Normdatei: 172547997
- International Standard Name Identifier: 0000 0001 1027 1523
- Library of Congress Control Number: n84182797
- Bibliotheek van het Japanse parlement: 00516784
- Nationale Bibliotheek van Tsjechië: uk2012677847
- Nationale bibliotheek van Australië: 35627416
- Nederlandse Thesaurus van Auteursnamen: 085434787
- Réseau des bibliothèques de Suisse occidentale: 02-A000144544
- Système universitaire de documentation: 163841810
- Semantic Scholar: 113688446
- Trove: 1020775
- Virtual International Authority File: 54799724
- WorldCat: E39PBJrgJWcX6hpD9XxvxJXjmd